# L'Annonciation (Rubens)
Pour les articles homonymes, voir Annonciation (homonymie).

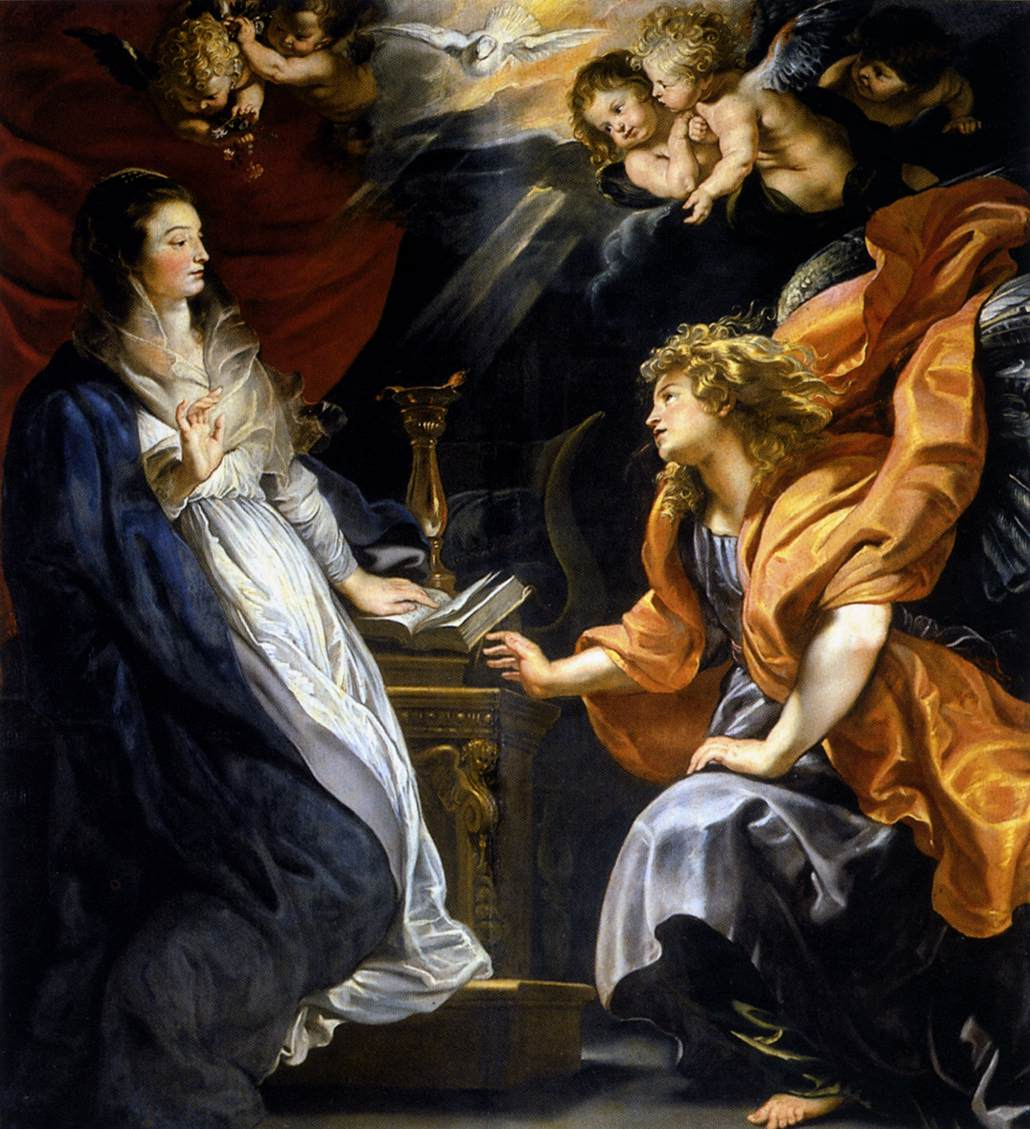
Rubens : L'Annonciation du Kunsthistorisches Museum de Vienne

L'Annonciation est un tableau, peint vers 1610 par Pierre Paul Rubens mais terminé vers 1627-1628.
Cette grande composition de format vertical, 310 × 178,6 cm, exécutée à l'huile sur toile, est conservée à la Rubenshuis d'Anvers.

## Historique
Vers 1610, Rubens dessine entièrement la composition et peint la partie droite puis, pour une raison inconnue, laisse inachevée cette Annonciation. Presque deux décennies plus tard, vers 1627-1628, il la termine et modifie également le personnage de Marie.
Le tableau se trouve à Madrid lors du séjour du peintre, du 28 août 1628 au 29 avril 1629, à qui est confiée une mission diplomatique et où il honore des commandes du roi Philippe IV d'Espagne. Dans cette ville, il est acquis par don Diego Messia, marquis de Leganés, commandant de l'artillerie et de la cavalerie espagnoles dans les Pays-Bas méridionaux. En 1655, le tableau est répertorié dans l'inventaire de la collection du marquis puis, par voie testamentaire, il est transmis à la famille Altamira qui le vend en 1827 à Londres. Il fait partie, respectivement, des collections britanniques Smith, Hamlet, du comte de Caldon, Graupe. Acquis par Gaston Dulière, de Bruxelles, l'œuvre fait l'objet d'un prêt en 1954, ensuite d'un dépôt, à la Rubenshuis.

## Thème
Il s'agit de l'une des scènes les plus représentées de l'iconographie chrétienne, celle de l'annonce faite à Marie de Nazareth, par l'Archange Gabriel, de sa maternité divine.

## Description
Fidèle à la tradition flamande, Pierre Paul Rubens situe cette Annonciation dans un intérieur, dont il souligne le caractère intime et domestique par la présente du chat endormi près d'un panier en rotin contenant un nécessaire à couture, un coussin, des morceaux d'étoffe, et du vase de fleurs posé au centre d'une table. 
À droite, Marie, vêtue d'une robe blanche et d'un manteau bleu outremer, est agenouillée sur un prie-Dieu sur lequel est posé le livre qu'elle lisait. Interrompue dans sa lecture, elle s'est en partie relevée avec l'aide de son bras gauche appuyé sur ce prie-Dieu, celui de droite posé sur sa poitrine ; elle regarde l'ange et reçoit, troublée, le message qu'il lui transmet. L'ange est représenté en lévitation, à gauche, les vêtements et les cheveux agités par le souffle de l'air et accompagnés par trois chérubins, dont deux, à droite, jettent des roses. De sa main droite levée, il désigne le Saint-Esprit représenté sous la forme de la colombe et apparaissant au-dessus d'eux dans un rayon lumineux.

## Analyse

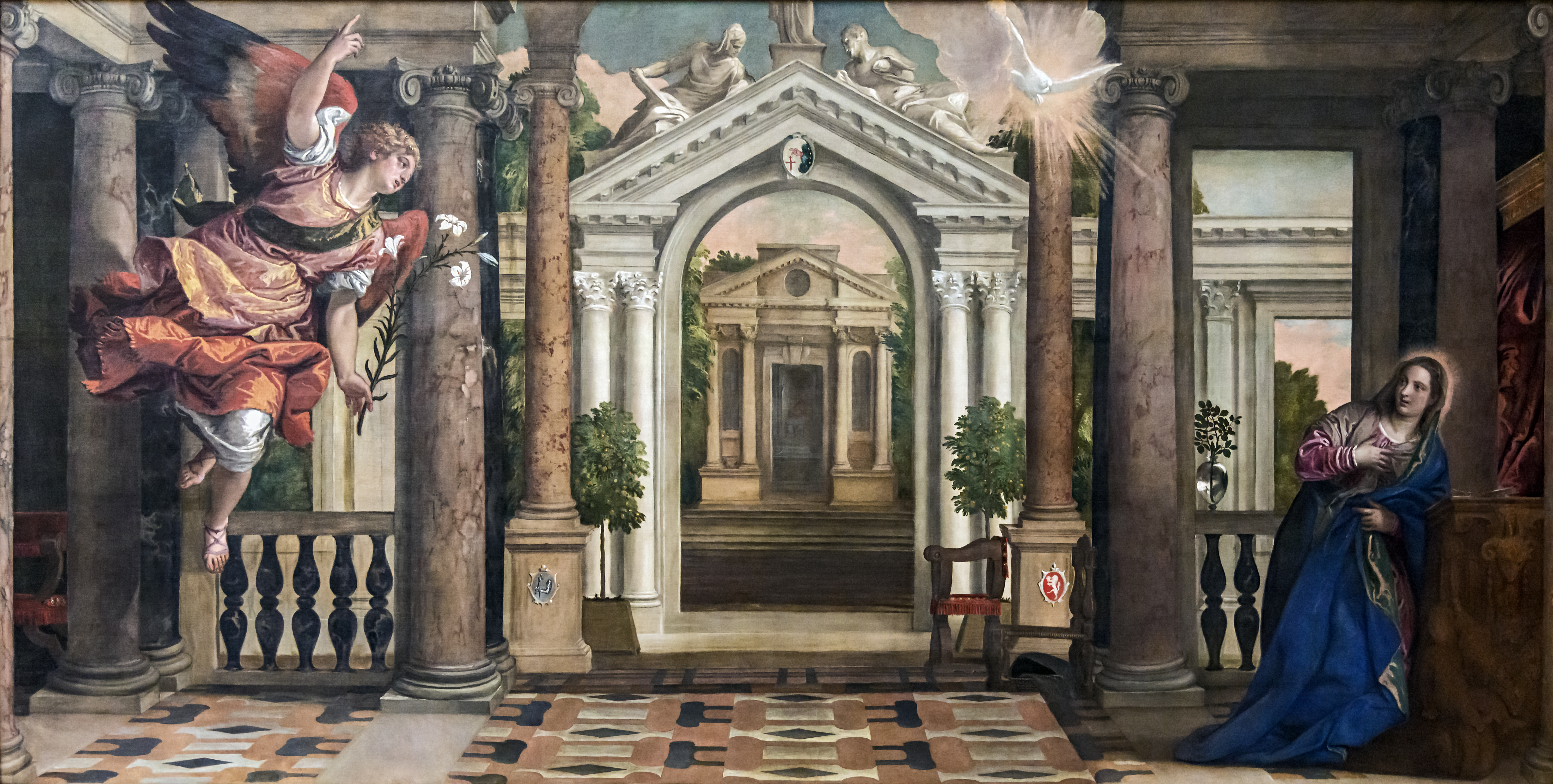
Annonciation de Paolo Veronese, Gallerie dell'Accademia de Venise

L'influence des artistes italiens se retrouve par l'emploi d'une gamme chromatique plus claire. La pose de l'archange Gabriel est manifestement empruntée à une Annonciation de Paolo Veronese, conservée aux Gallerie dell'Accademia de Venise.
Les roses sont une allusion à la définition canonique de rose mystique donnée à Marie.
Pour la couleur du manteau de Marie, Rubens a utilisé le coûteux pigment bleu outremer.

## Autres versions
Rubens a peint deux autres versions de l'Annonciation :
- Un premier tableau commandé par le Collège jésuite d'Anvers en 1609 se trouve aujourd’hui au Kunsthistorisches Museum à Vienne[2]
- Une troisième version figure sur le Triptyque de saint Étienne[3] peint vers 1616-1617 pour le maître-autel de l'abbaye bénédictine de Saint-Amand, près de Valenciennes, aujourd'hui exposée au Musée des Beaux-Arts de Valenciennes. La composition se trouve au revers des volets latéraux du triptyque et apparaît lorsqu'ils sont fermés[4].

## Sources bibliographiques
- Rubens : Lille, Palais des beaux-arts, 6 mars-14 juin 2004, Paris, Éditions de la Réunion des musées nationaux, 2004, 320 p. (ISBN 978-2-7118-4654-2), p. 159. Catalogue de l'exposition à Lille, palais des beaux-arts, du 6 mars au 14 juin 2004